# 下海姆巴赫
下海姆巴赫是德国莱茵兰-普法尔茨州的一个市镇。总面积7.38平方公里，总人口765人，其中男性363人，女性402人（2011年12月31日），人口密度104人/平方公里。